# Tickell Peak
Der Tickell Peak ist ein 290 m hoher Berg im Osten von Bird Island vor der nordwestlichen Spitze Südgeorgiens. Er ragt östlich des Roché Peak auf und ist nach diesem der zweithöchste Gipfel der Insel.
Das UK Antarctic Place-Names Committee benannte ihn 2012. Namensgeber ist der britische Ornithologe William Lancelot Noyes Tickell (1930–2014), einem Pionier der Vogelkunde von Bird Island, der ein lang angelegtes Beobachtungsprogramm über die Populationen von Albatrossen auf der Insel eingeleitet hatte.